# Bahnhof Gessertshausen
Der Bahnhof Gessertshausen ist die einzige Bahnstation der Gemeinde Gessertshausen und ein Trennungsbahnhof, in dem die Nebenbahn Gessertshausen–Türkheim (Staudenbahn) von der Hauptbahn Augsburg–Ulm abzweigt. Der Bahnhof liegt im Augsburger Verkehrs- und Tarifverbund und gilt als barrierefrei.

## Geschichte

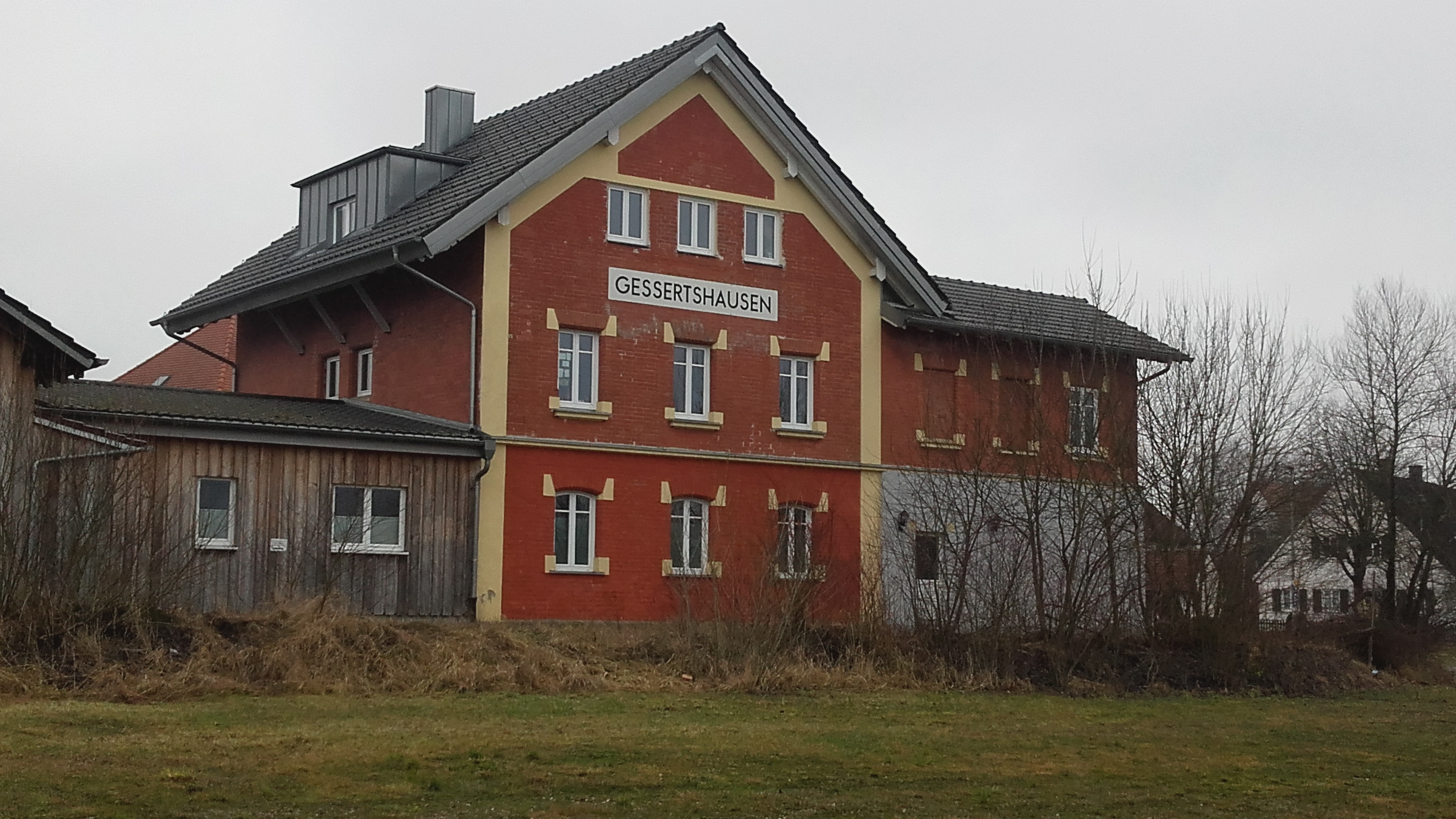
Alter Bahnhof (2021)

Die Station wurde am 26. September 1853 als Durchgangsbahnhof eröffnet, als die Königlich Bayerischen Staatseisenbahnen den Abschnitt von Augsburg nach Dinkelscherben in Betrieb nahmen. Mit Eröffnung des ersten Abschnitts der Staudenbahn bis Fischach am 12. Oktober 1911, die westlich des Bahnhofs Richtung nach Süden abzweigt, wurde Gessertshausen zum Trennungsbahnhof. Damals erhielt der Bahnhof westlich des Empfangsgebäudes ein zusätzliches Stumpfgleis mit Bahnsteig für die Nebenbahn. 
Als die Deutsche Reichsbahn die Hauptstrecke zum 15. Mai 1933 elektrifizierte, wurden auch die Streckengleise im Bahnhof Gessertshausen mit einem Fahrdraht ausgestattet. Die Ladegleise dagegen erhielten keine Oberleitung.

### Bahnhofsneubau
Zwischen 1989 und 1992 führte die Deutsche Bundesbahn im Bereich Gessertshausen eine sogenannte Linienverbesserung durch, das heißt eine Aufweitung des Gleisbogens. Das Abrücken der Gleise um rund 160 Meter nach Norden, das heißt vom Ort weg, hatte zur Folge, dass ein neuer Bahnhof errichtet werden musste. Gleichzeitig wurde die Straße nach Deubach höhenfrei unter der Bahnstrecke hindurchgeführt. An den Überholgleisen wurden dabei neue Außenbahnsteige errichtet, während durchfahrende Züge die Station seither ohne Geschwindigkeitsverminderung auf den mittig liegenden durchgehenden Hauptgleisen durchfahren können. Der neue Bahnhof ging am 29. September 1992 in Betrieb. Das ehemalige Empfangsgebäude ist noch vorhanden und wird privat genutzt.
Der planmäßige Personenverkehr auf der Staudenbahn wurde schon am 31. Mai 1991 eingestellt. Es blieb ein Restgüterverkehr bis Fischach.

## Bahnhofseinrichtungen (betrieblich)

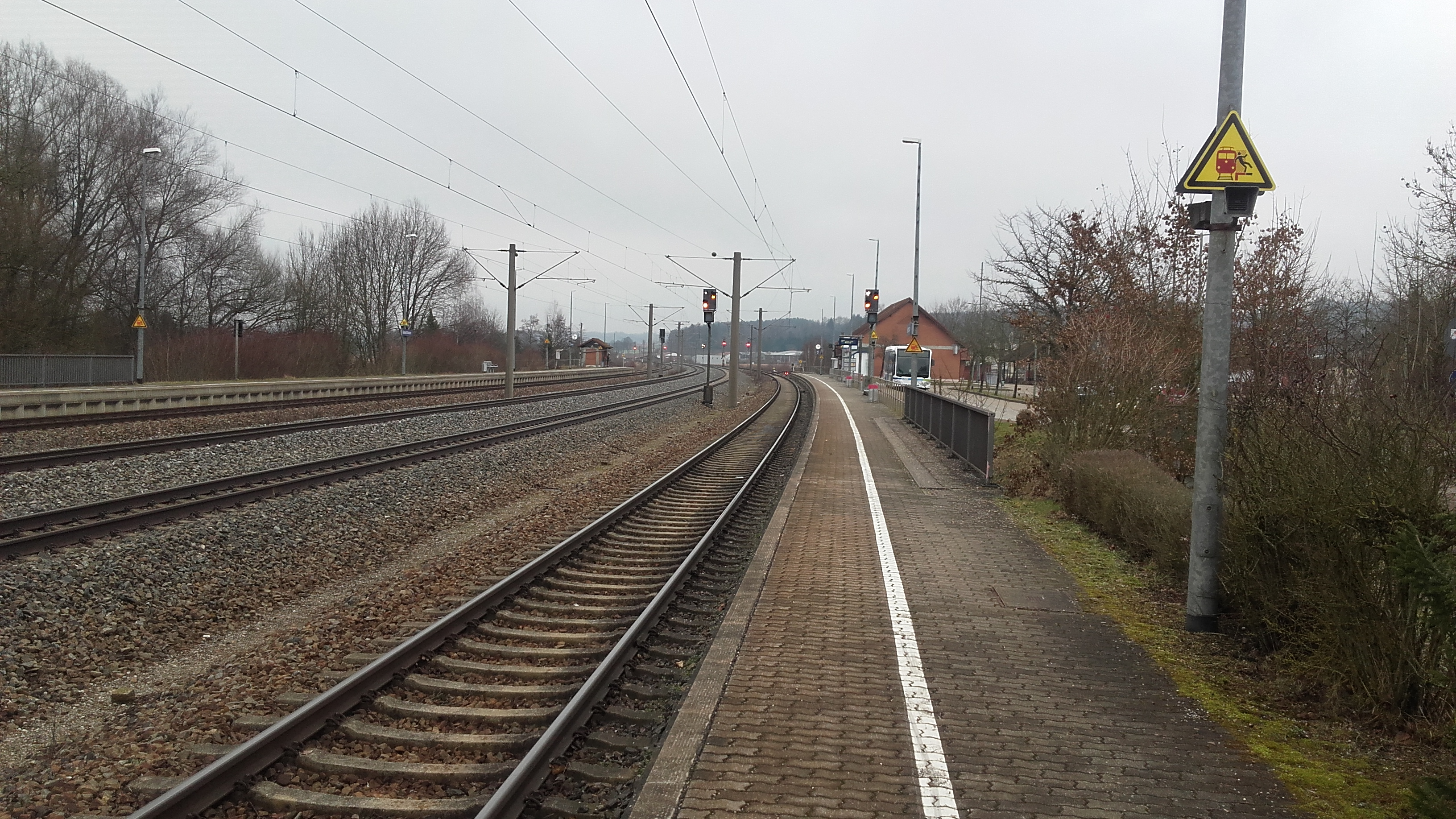
Blick auf die Gleisanlagen im Bahnhof Gessertshausen

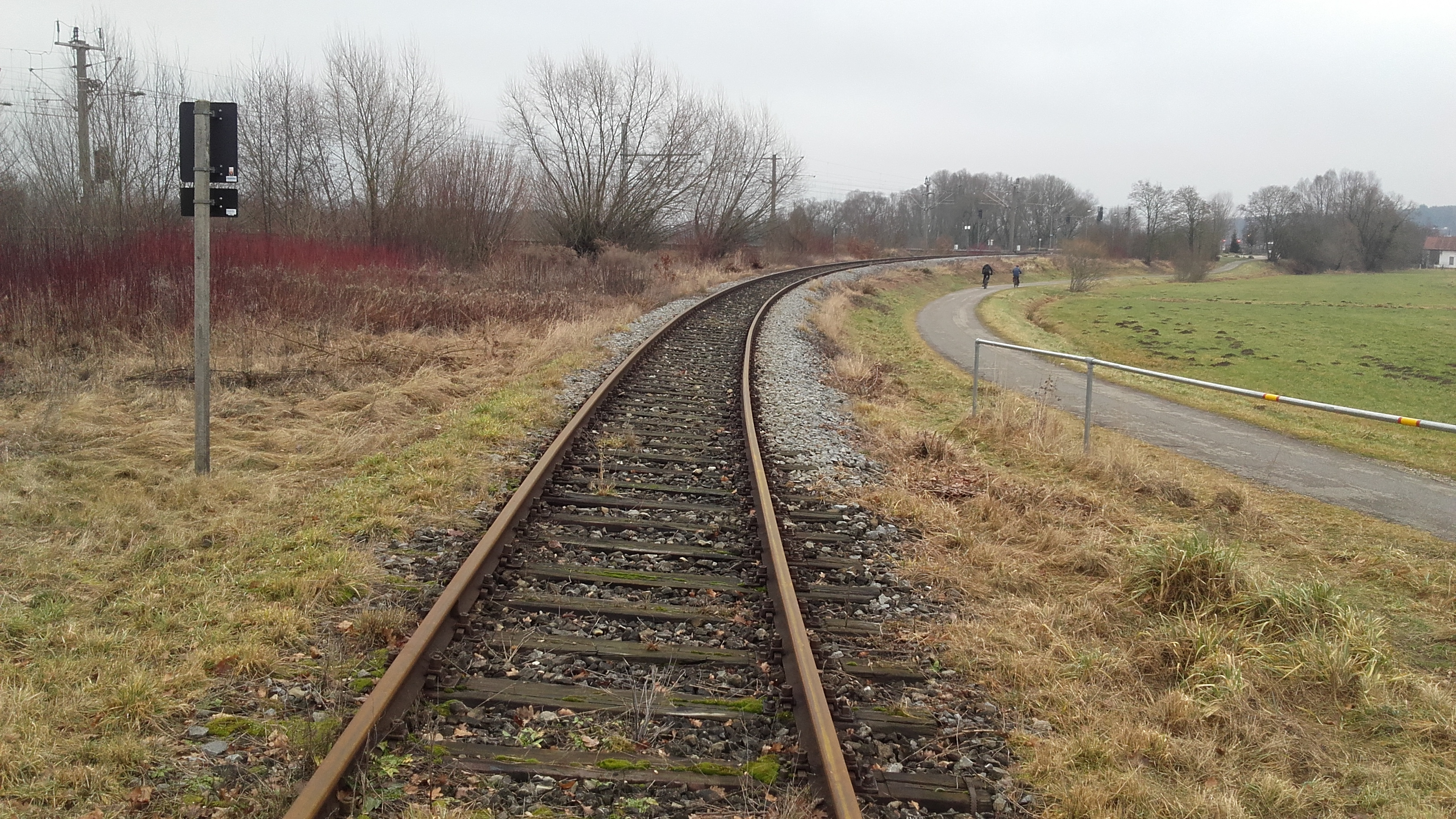
Abzweig Staudenbahn

Der Bahnhof Gessertshausen liegt in einem leichten Bogen und besitzt zwei durchgehende Hauptgleise (Gleis 302 und 303), sowie zwei Bahnsteiggleise (Gleis 201 und 104). Auf den durchgehenden Hauptgleisen darf via LZB eine Geschwindigkeit von bis zu 200 km/h gefahren werden. Der Eisenbahninfrastrukturbetreiber ist die DB InfraGO AG.
Das elektronische Stellwerk (ESTW) Gessertshausen steuert und sichert den Zugverkehr auf dem Streckenabschnitt von der Netz-Grenze in km 54,788 zwischen Neuoffingen und Offingen bis zum Streckenkilometer 10,5 (kurz vor dem Bahnhof Westheim). Der örtlich zuständige Fahrdienstleiter selbst sitzt jedoch in der Betriebszentrale der Deutschen Bahn in München.

## Nebenanlagen
- P+R- und Fahrradabstellanlage
- Bushaltestelle (AVV-Regionalbus)

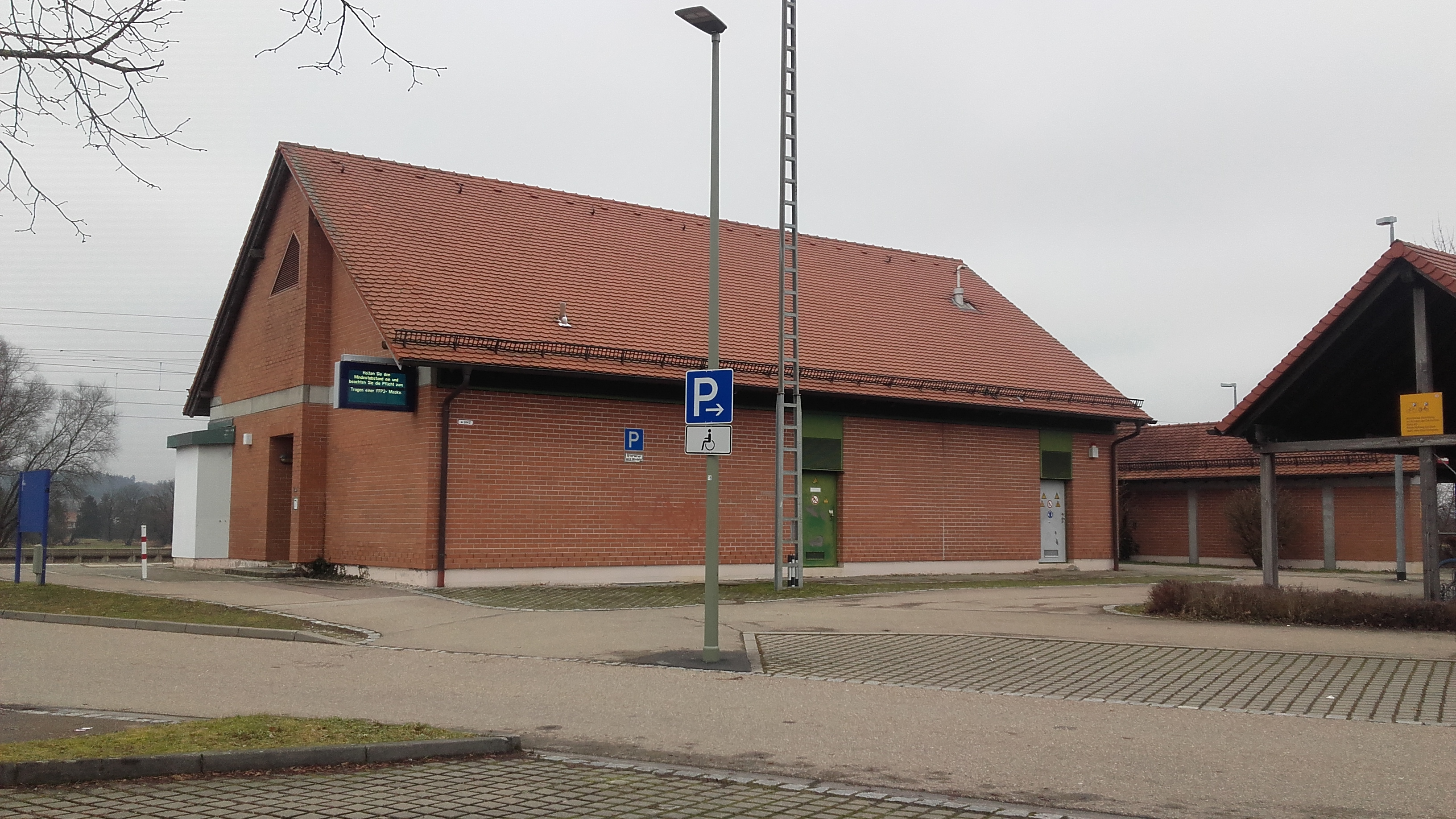
Blick auf das Bahnhofsgebäude und die Fahrradabstellanlage

- Bahnhofsgebäude (nur für Stellwerkstechnik, inklusive einem Notarbeitsplatz)
- überdachte Wartehäuser

## Gleisanschluss MOCO

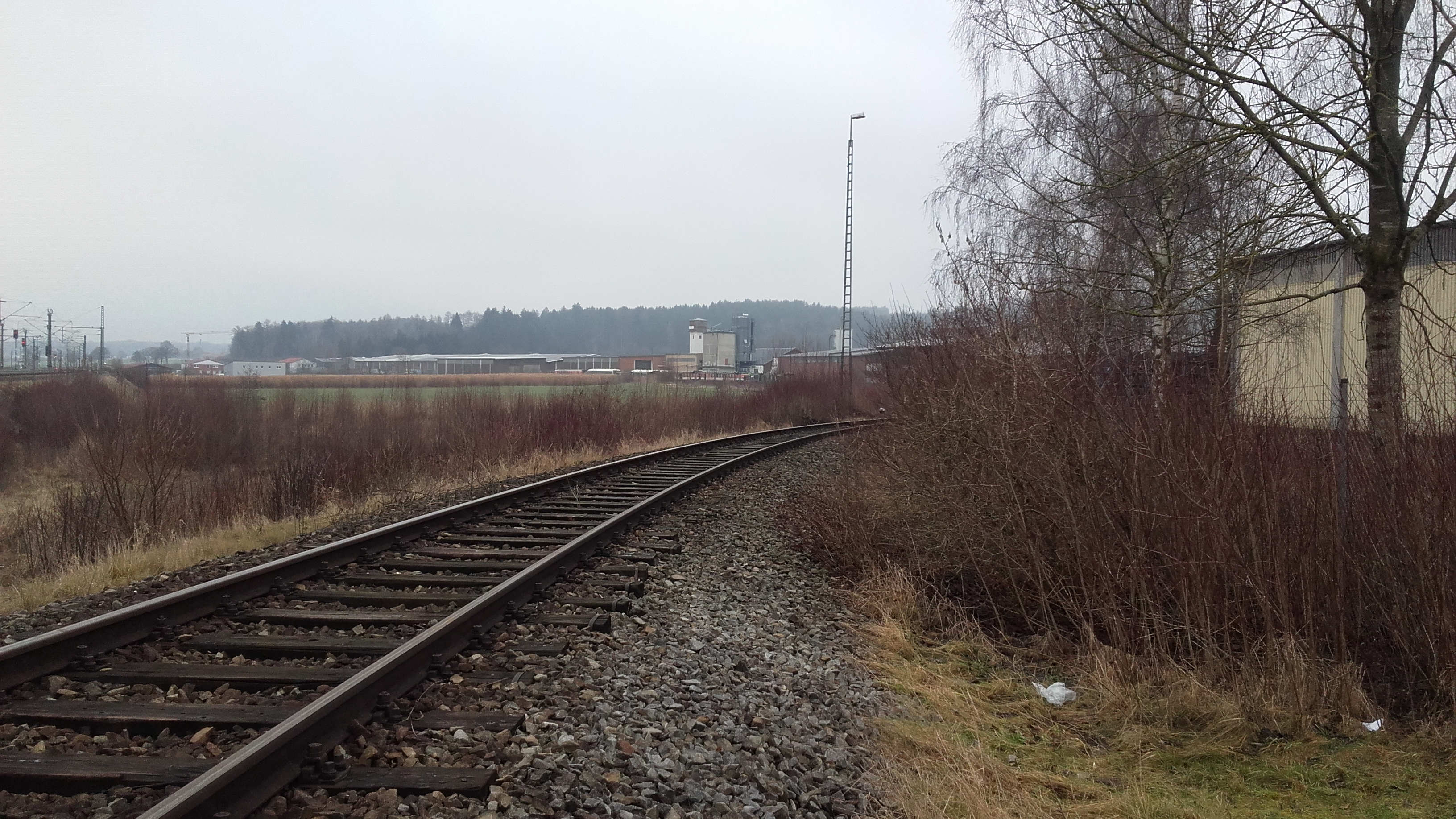
Gleisanschluss ehemaliges MOCO-Gelände

Der Gleisanschluss zur Abstellanlage im Bahnhof Gessertshausen kann nur von Gleis 104 (Bahnsteiggleis 1) erreicht werden. Die Abstellanlage nimmt in etwa den östlichen Teil des ehemaligen Bahnhofs ein. Sie ist, im Gegensatz zum restlichen Bahnhof, nicht elektrifiziert und dementsprechend signalisiert, sowie mit einer Gleissperre gesichert. Circa 150 Meter hinter dieser Gleissperre gabelt sich die Abstellanlage mittels einer Gleisharfe in mittlerweile fünf Gleise auf. Eines davon endet bereits jedoch nach 50 Metern wieder. Die komplette Abstellanlage ist ortsbedient, das heißt, dass die Lokomotivführer ihren Fahrweg selbst und mit handgestellten Weichen einstellen müssen.
Hauptnutzer der Abstellanlage sind private Eisenbahnverkehrsunternehmen wie die Stauden-Verkehrs-Gesellschaft (SVG). Zeitweise werden auch experimentelle Fahrzeuge oder Schienenfahrzeuge zur Erprobung abgestellt. Unter anderem wurde hier durch das Unternehmen MTU Aero Engines ein Hybridantrieb bei einem Triebwagen 642 der DB Regio erprobt. Ebenfalls gab es auch Tests der Pfeife am Bombardier Twindexx Vario.

## Verkehrsangebot
| Linie                    | Linienverlauf                                                                             | Takt                                                             | Betreiber            |
| ------------------------ | ----------------------------------------------------------------------------------------- | ---------------------------------------------------------------- | -------------------- |
| RE9                      | (München – Mering –) Augsburg – Neusäß – Gessertshausen – Dinkelscherben – Günzburg – Ulm | 2-Stunden-Takt (München – Augsburg) Stundentakt (Augsburg – Ulm) | Arverio Bayern       |
| RB67                     | Gessertshausen – Neusäß – Augsburg (– Mering)                                             | Stundentakt (HVZ)                                                | Bayerische Regiobahn |
| RB83                     | Augsburg – Neusäß – Gessertshausen                                                        | einzelne Züge                                                    | Bayerische Regiobahn |
| RB86                     | München – Mering – Augsburg – Neusäß – Gessertshausen – Dinkelscherben                    | Stundentakt (Mo–Sa)                                              | Arverio Bayern       |
| Stand: 15. Dezember 2024 |                                                                                           |                                                                  |                      |